# Ушаки (селище, Ленінградська область)
Ушаки́ (рос. Ушаки) — селище в Тосненському районі Ленінградської області, Росія.